# Rio Espera
Rio Espera is een gemeente in de Braziliaanse deelstaat Minas Gerais. De gemeente telt 6.728 inwoners (schatting 2009).

## Aangrenzende gemeenten
De gemeente grenst aan Alto Rio Doce, Capela Nova, Cipotânea, Lamim, Santana dos Montes en Senhora de Oliveira.